# ОШ „Хајдук Вељко” Штубик
ОШ „Хајдук Вељко” је основна школа која се налази у насељу Штубик, општина Неготин, а основана је 1850. године. 

## Опште информације
Школа се налази 20 км од центра Неготина према западу, а обухвата брдско-планинско подручје. Покрива месне заједнице Штубик, Малајница, Плавна и засеок Плавне-Турија.
У Штубику се налази централна школа која обухвата ниже разреде са подручја Штубика и више разреде са свих горе наведених подручја. У Плавни и Малајници настава је организована у комбинованим одељењима од 1. до 4. разреда, а у Турији налазе се неподељена одељења нижих разреда.
Школа носи име по хајдук Вељку, српском хајдуку и једом од највећих јунака Првог српског устанка.

## Историјат
ОШ „Хајдук Вељко” има дугу васпитно-образовну традицију, по писаним документима постојала је 1850. године и тада имала 71. ученика и једног учитеља, а у Плавни школа је почела са радом 1871. године.
Почетком 20. века изграђене су нове зграде у Штубику (1924), Плавни (1912) и Шакрамену (1903).